# Femininum
 Ikke at forveksle med popgruppen FemininuM, der vandt MGP i 2000.
Femininum er grammatisk hunkøn. Et ord kan sagtens være hunkøn, uden at det betegnede har et fysisk køn. Ko er f.eks. femininum, hvad der er forståeligt ud fra dyrets faktiske køn. Det er sol også, hvad der kan synes mere mærkeligt. Men i de nordlige egne har solen været regnet som livgivende. Det modsatte finder du i latinske sprog, hvor månen (luna) er hunkøn. Tysk der Mond er hankøn. 
På dansk er femininum og maskulinum slået sammen til fælleskøn. På sønderjysk, schweizertysk og engelsk er alle tre køn slået sammen.
På visse danske dialekter, f.eks. vendelbomål og samsømål, er de tre grammatiske køn bibeholdt, og det er dér, man kan se, hvilke af fælleskønsordene der er hun- henholdsvis hankøn.